# NGC 2617
NGC 2617 (другие обозначения — MCG -1-22-27, PGC 24136) — галактика в созвездии Гидра.
Этот объект входит в число перечисленных в оригинальной редакции «Нового общего каталога».
Является сейфертовской галактикой, которая в 2013 году пережила вспышку «наизнанку», а также в 2010-2012 годах изменила тип. Имеет синхротронное самопоглощающееся компактное ядро (по результатам наблюдения на частотах 1,7 и 5 ГГц), радиоджет, простирающийся на север на 2 пк в проекции. В радиодиапазоне ядро галактики имеет стабильную плотность потока на частоте 5 ГГц